# Кришени (Клуж)
Кришени (рум. Crișeni) насеље је у Румунији у округу Клуж у општини Мочу. Oпштина се налази на надморској висини од 349 m.

## Становништво
Према подацима из 2002. године у насељу је живело 298 становника.

### Попис2002.
| Расподела становништва по националности 2002.‍ | Расподела становништва по националности 2002.‍ | Расподела становништва по националности 2002.‍ | Расподела становништва по националности 2002.‍ | Расподела становништва по националности 2002.‍ |
| --------------------------------------------- | --------------------------------------------- | --------------------------------------------- | --------------------------------------------- | --------------------------------------------- |
|                                               |                                               |                                               |                                               |                                               |
| Румуни                                        | Румуни                                        |                                               | 264                                           | 88,6%                                         |
| Мађари                                        | Мађари                                        |                                               | 12                                            | 4,0%                                          |
| Роми                                          | Роми                                          |                                               | 22                                            | 7,4%                                          |